# Ориён (Гиссарский район)
Джамоат Ориён (тадж. Ҷамоати деҳоти Ориён) — джамоат (сельская община) в Гиссарском районе Таджикистана, РРП.

## История и география
Центром является село Халкаруд, находящийся в 24 км от центра Гиссарского района и железнодорожного вокзала. 
В административно-территориальные границы джамоата входят 7 сёл – Мурутак, Чинор, Халкаруд (Джартеппа), Хафттеппа (Джетикир), Ходжигирдоб, Шарафобод и Гулистон (Джуджалы). Граничит с районом Рудаки (р. Кофарнихон), с юго-запада с Узбекистаном и городом Турсунзаде, с запада и севера с Шахринавским районом, с севера с селом Латтабанд (джамоата Дехконобод). Население общины составляет 7821 человек (2015), на ее территории имеются 7 школ, культурно-досуговый центр, мечеть, 2 библиотеки, несколько мечетей с пятиразовым питанием, торговые центры, медицинские центры и т.п.
-
Джамоат села Ориён образован Постановлением Маджлиси милли Маджлиси Оли Республики Таджикистан от 5 июня 2008 года № 511 на базе джамоата села Гиссар. 
- население 10873 человек, в том числе 5618 мужчин и 5255 женщин (чел.)
- количество домохозяйств 1396
- таджики 8055
- узбеки 2818
- общая площадь населенного пункта 8273,35 (га)
- граждане до 18 лет (чел.) 4798
- граждане старше 18 лет (чел.) 5710
- количество учащихся 57 человек
- дети школьного возраста 1945 (чел.)
- количество трудоспособных граждан 5755 (чел.)
- количество пенсионеров 3225 человек
- количество инвалидов 534 человек
- 1,2,3 группы 1-24 человека группа 2-67 человек и 3 группа-46 человек
- всего сирот 2 человека
- количество малообеспеченных семей 115
- количество трудоустроенных мигранты 1102 человека
- количество экологических мигрантов -0

## Населённые пункты
| Сёла        |                     |                     |
| Село        | Население (2022 г.) | Население (2017 г.) |
| Мурутак     | 933                 | 823                 |
| Чинор       | 2290                | 1941                |
| Халкаруд    | 2366                | 1958                |
| Хафттеппа   | 1794                | 1454                |
| Ходжигирдоб | 1080                | 884                 |
| Шарафобод   | 1140                | 894                 |
| Гулистон    | 950                 | 722                 |